# Für immer und ewig – Teri Meri Kahaani

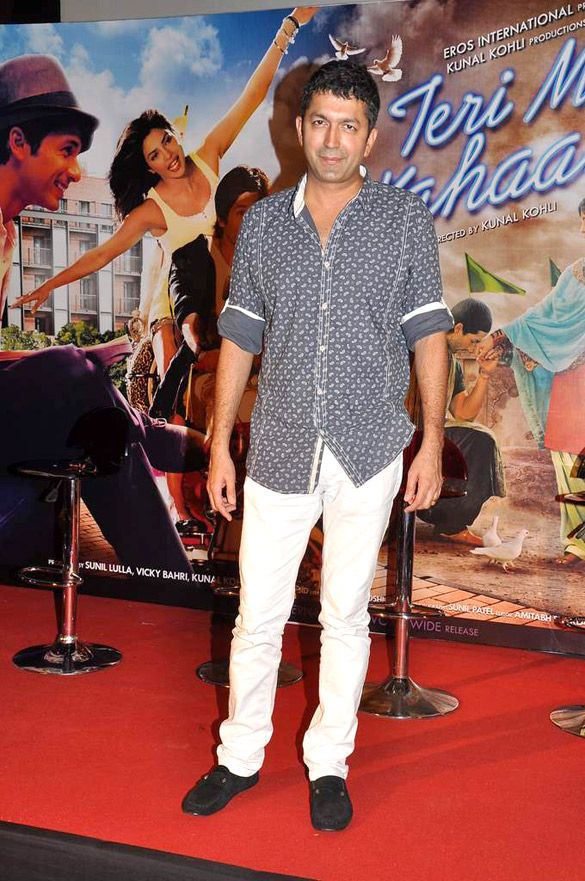
Regisseur Kunal Kohli beim Filmstart von Teri Meri Kahaani 2012

Teri Meri Kahaani (übersetzt: Unsere Geschichte) ist ein Hindi-Film, welcher drei Geschichten in drei verschiedenen Jahrzehnten erzählt, die nur indirekt miteinander verknüpft sind. Hauptdarsteller sind Shahid Kapoor und Priyanka Chopra, die bereits in dem Film Kaminey – Ungleiche Brüder (2009) gemeinsam zu sehen waren.

## Handlung
1960: Der Musiker Govind erwischt gerade noch den Zug nach Bombay und landet im Abteil von Ruksar, einer Filmschauspielerin. Trotz anfänglicher Empörung über Govinds Verhalten, schließt sie ihn doch schnell ins Herz. In Bombay ankommend trennen sich ihre Wege und Govind begegnet Mahi, der Tochter seines Vermieters. Auch sie verliebt sich Hals über Kopf in den Schönling.
Immer wieder kommt es zu Begegnungen mit Ruksar, bis Mahi Govind zur Premiere von Ruksar neuen Film einlädt. Bis zu diesem Zeitpunkt wusste Govind nicht, dass Mahi und Ruksar befreundet sind. Nun stehen sich die drei bei der Premiere gegenüber und alle drei verstehen. Alle haben das Gefühl, sich in die falsche Person verliebt zu haben. Govind entschuldigt sich bei Mahi, in die er nur eine gute Freundin gesehen hat. Seine Liebe gilt Ruksar. 
Govind packt seine Sachen und verlässt Bombay. Noch bevor der Zug abfährt, kommt Ruksar ins Abteil und beide versöhnen sich.
2012: Es ist Krishs Geburtstag und gerade an diesem Tag macht seine Freundin Meera nach einem Streit mit ihm Schluss. Genervt zieht Krish um die Häuser und rempelt versehentlich Radha an. Es kommt zu Missverständnissen, doch dann verbringen sie den ganzen Tag miteinander und verlieben sich ineinander.
Wieder im Studentenwohnheim wird er von Meera überrascht, doch Krish will nichts mehr von ihr wissen. Die nächsten Tage lernen sich Radha und Krish über Facebook besser kennen. Meera jedoch kann es nicht ertragen, einfach so sitzen gelassen zu werden und rächt sich. Über Facebook postet sie peinliche Bilder von Krish. Dies lässt er sich nicht gefallen und macht es ebenso mit Meera. Radha ist von diesem kindischen Verhalten empört und trennt sich von Krish.
Total deprimiert lädt Krish Meera und Radha zu einem Shakespeare-Festival ein. In aller Öffentlichkeit offenbart Krish seine Liebe zu Radha und gibt Meera so zu verstehen, dass es zwischen ihnen endgültig aus ist.
1910: Der Taugenichts Javed umgarnt mit seinen poetischen Gedichten die britischen und indischen Dorfschönheiten. Eines Tages flüchtet er vor britischen Soldaten und landet so bei Aradhana, die ihn in Schutz nimmt. Prompt verliebt er sich in die hübsche junge Frau. Um ihr Herz zu gewinnen, will er der Partei ihres Vaters beitreten, die gegen die britische Herrschaft in Indien kämpft.
Bei einer Demonstration kommt es zu Schlägereien zwischen den Dorfbewohnern und den Briten. Während Aradhanas Vater verletzt wird, hat sich Javed hinter einem Wagen versteckt gehalten. Als Aradhanas Blick Javeds treffen, ist sie zutiefst von ihm enttäuscht.
Um dies wieder gut zu machen, stellt er seine Liebe unter Beweis. Absichtlich provoziert Javed einen britischen Offizier. Vor Aradhanas Augen lässt er sich von dem Offizier verprügeln. Für drei Monate wird er inhaftiert. Nach seiner Entlassung und weiteren Vorfällen nimmt er Aradhana zur Frau.

## Musik
| Lied                         | Sänger                                                                    |
| ---------------------------- | ------------------------------------------------------------------------- |
| Mukhtasar *                  | Wajid                                                                     |
| Allah Jane                   | Rahat Fateh Ali Khan                                                      |
| Jabse Mere Dil Ko Uff        | Sonu Nigam, Sunidhi Chauhan                                               |
| Humse Pyar Kar Le Tu *       | Wajid, Mika Singh, Aftab Sabri, Hasim Sabri, Shabab Sabri, Shreya Ghoshal |
| That's All I Really Wanna Do | Shaan, Shreya Ghoshal                                                     |

* von diesen Titeln existieren auch Remix-Versionen

## Kritik
„Kohli handhabt sein Werk kompetent, seine Akteure zeigen starke Leistungen und irgendwie schaut man dem Ganzen ja gerne zu. Das reicht für eine Empfehlung, wenngleich sicher keine euphorische. Dazu hätten die drei Storys einen besser verknüpften Leitfaden benötigt, irgend etwas, um gegenseitig voneinander zu profitieren, anstatt einfach parallel zu laufen. So haben wir eher drei Geschichtchen statt eine echte Geschichte. Aber immerhin drei ganz nette Geschichtchen.“